# Chayenne Van Aarle
Chayenne Van Aarle (Antwerpen, 16 juni 1999) is een Belgisch model dat werd gekroond tot Miss België 2022.
Op 26 maart 2022 nam Van Aarle het op tegen 41 andere kandidaten op Miss België 2022 in het Proximus Theater in De Panne en won de titel. Als Miss België zal Van Aarle België vertegenwoordigen op Miss Universe 2022 of Miss World 2022.
Op 7 februari 2023 raakte Van Aarle betrokken bij een ernstig ongeval.